# تاسیتوس ۳۰۹۷
سیارک ۳۰۹۷ (به انگلیسی: 3097 Tacitus، نامگذاری:2011P-L) سه هزار و نود و هفتمین سیارک کشف شده‌است که در ۲۴ سپتامبر ۱۹۶۰ کشف شد.
قدر مطلق سیارک برابر ۱۲٫۱۰ است.